# Пак, Владимир Николаевич
Владимир Николаевич Пак (10 октября 1946, Петрозаводск, Карелия — 17 августа 2008, Донецк)) — советский и украинский журналист. Главный редактор газеты «Вечерний Донецк» в 1999—2008 годах. Шахматный историк, автор многих статей и книг по истории шахмат Донбасса, Украины и мира.

## Биография
Кореец по происхождению. Окончил школу в Алма-Ате. Окончил физический факультет Казахского государственного университета (1969) и Донецкий государственный университет (1984) по специальности «журналистика». С 1971 года жил в Донецке. В течение 1971—1978 годов — учитель физики и математики, СШ № 76 г. Донецка.
Кандидат в мастера спорта с 1968 года. Участвовал в шахматных турнирах, а впоследствии организовывал их, способствовал проведению более 25 конкурсов по решению шахматных задач. Много лет был председателем комиссии пропаганды и агитации Донецкой областной федерации шахмат. С 1976 года вел шахматный раздел в газете «Вечерний Донецк», с 1999 года стал главным редактором газеты. Опубликовал много материалов, посвященных истории развития шахматного движения, в частности Донбасс в. Собрал значительный личный архив шахматной литературы и периодики. Его материалы печатали такие издания, как «Комсомолец Донбасса», «Комсомольская правда», «Шахматы в СССР», «64», «Шахс».
Автор ряда книг: «Шахматы в шахтёрском крае», «Когда принцы становятся королями», «Шаховий король України», «100 выдающихся шахматистов XX века», «Руслан Пономарёв. Путь чемпиона», «Сборник шахматных задач, этюдов, головоломок», «История матчей за звание чемпиона мира по шахматам», «Все чемпионы мира по шахматам», «Будущие шахматные короли», «Роберт Фишер. Парадоксы шахматного гения», «100 коротких шахматных партий», «Князь Мышкин шахматного царства» (в соавторстве), «Возмутитель шахматного мира» (в соавторстве), «Шахматные королевы и их соперницы» (в соавторстве).
Был почетным членом Национального союза журналистов Украины. Владел корейским, казахским и немецким языками.
Жена: Инна Константиновна Шалимова; сын Олег — биолог; дочь Ольга — художница.
Болел сахарным диабетом, умер от инсульта в 17 августа 2008 в Донецке.

## Книги
- Шахматы в шахтёрском крае: История шахмат в Донбассе. — Донецк: Донбасс, 2001. — С. 3-4
- Когда принцы становятся королями. — Донецк: Донетчина, 2003. — 256 с., 1000 экз.
- Сборник шахматных задач, этюдов, головоломок. — М.: АСТ; Донецк: Сталкер, 2004. — 223 с. — (Серия «В свободное время»). ISBN 5-17-023427-9 («АСТ»), ISBN 966-696-464-3 («Сталкер»).
- Руслан Пономарёв. Путь чемпиона. — М.: АСТ; Донецк: Сталкер, 2004. — 288 с., 5000 экз. ISBN 5-17-024134-8 («АСТ»), ISBN 966-696-478-3 («Сталкер»).
- 100 выдающихся шахматистов XX века. — М.: АСТ; Донецк: Сталкер, 2004. — 430 с., 5000 экз. — (Серия «Настольные игры»). ISBN 5-17-025799-6 («АСТ»), ISBN 966-696-596-8 («Сталкер»).
- Все чемпионы мира по шахматам. — М.: АСТ; Донецк: Сталкер, 2005. — 320 с. — (Серия «Шахматная реальность»). ISBN 5-17-029852-8 («АСТ»), ISBN 966-696-704-9 («Сталкер»).
- История матчей за звание чемпиона мира по шахматам. — М.: АСТ; Донецк: Сталкер, 2005. — 319 с. — (Серия «Шахматная реальность»). ISBN 5-17-029837-4 («АСТ»), ISBN 966-696-778-2 («Сталкер»).
- Будущие шахматные короли. — М.: АСТ; Донецк: Сталкер, 2005. — 303 с., 5000 экз. — (Серия «Шахматная реальность»). ISBN 5-17-029838-2 («АСТ»), ISBN 966-696-743-X («Сталкер»).
- Когда «короли» губят гроссмейстеров. — М.: АСТ; Донецк: Сталкер, 2005. — 286 с. — (Серия «Шахматная реальность»). ISBN 5-17-029851-X («АСТ»), ISBN 966-696-723-5 («Сталкер»).
- Роберт Фишер. Парадоксы шахматного гения. — М.: АСТ; Донецк: Сталкер, 2005. — (Серия «Шахматная реальность»). ISBN 5-17-031368-3 («АСТ»), ISBN 966-696-858-4 («Сталкер»).
- 100 коротких шахматных партий. — М.: АСТ; Донецк: «Сталкер», 2006. — 319 с. — (Серия «Шахматная реальность»). ISBN 5-17-033716-7 («АСТ»), ISBN 966-696-936-X («Сталкер»).
- «Шаховий король України»
- Популярный шашечный практикум / Авт.-сост. Пак В.Н.. — М.: ООО «Издательство Аст», 2004. — С. 275—285. — 285 с.

## Книги в соавторстве
- Пак В. Н., Баранюк А. И. Возмутитель шахматного мира. О жизни и творчестве Роберта Фишера. — К.: ТОВ «Задруга», 2008. — 640 с.; ил. — (Серия «Знаменитые имена в шахматах»). ISBN 978-966-432-033-4.
- Пак В. Н., Баранюк А. И. Шахматные королевы и их соперницы. — К.: ООО «Задруга», 2008. — 300 с. — (Серия «РШШША»). ISBN 978-966-432-036-5.
- Нейштадт В. И., Пак В. Н. Князь Мышкин шахматного царства. О жизни и творчестве мастера Селезнева. — Донецк: Донетчина, 2007. — 336 с.; ил. — (Серия «Забытые имена»). ISBN 978-966-556-837-7.